# Wiadomości Polskie, Polityczne i Literackie
Wiadomości Polskie, Polityczne i Literackie – polski emigracyjny tygodnik społeczno-kulturalny wydawany w latach 1940–1944 w Paryżu i Londynie, będący kontynuacją międzywojennych „Wiadomości Literackich”.
Założycielem i redaktorem naczelnym pisma był Mieczysław Grydzewski, lecz ze względów politycznych formalnie funkcję tę pełnił Zygmunt Nowakowski.
Wydawane było od marca 1940 w Paryżu, od lipca 1940 do lutego 1944 w Londynie.
Wiadomości Polskie udostępniały swe łamy zadeklarowanym przeciwnikom polityki zbliżenia z ZSRR, forsowanej przez obóz Władysława Sikorskiego. Początkowo pisywali tu skamandryci, później m.in. Stanisław Stroński, Maria Danilewicz, Stanisław Cat Mackiewicz i Ignacy Matuszewski. W lutym 1944 jego działalność została zawieszona, gdyż władze brytyjskie uznały, że godzi ono w sojusz z ZSRR.
Po zawieszeniu tygodnika w Wielkiej Brytanii fakt ten wykorzystała propaganda III Rzeszy i na przełomie 1944/1945 przez kilka miesięcy pismo pod takim samym tytułem „wznowiono” w Niemczech. Zaczęto je drukować i rozprowadzać w sprzedaży kioskowej na terenie całej Rzeszy.
W 1946 roku jego tradycję kontynuował tygodnik „Wiadomości”.